# Auerodendron martii
Auerodendron martii là một loài thực vật có hoa trong họ Táo. Loài này được Alain mô tả khoa học đầu tiên năm 1953.